# Anhembi
Anhembi es una empresa pública brasileña que posee el mayor centro de ferias y eventos de América Latina, el Anhembi Parque, ubicado en la zona norte de la ciudad de São Paulo. Tiene 400.000 m² de área total, siendo sede de 30% de los eventos que se realizan en Brasil y 55% de los eventos que se llevan a cabo en la Región Sudeste (la más desarrollada de Brasil).
Los espacios de Anhembi reciben más de 1000 eventos anualmente, siendo de los más diversos portes y géneros. Se estima que circulan por el lugar alrededor de 11 millones de personas en este período. Tiene una ubicación privilegiada, en el barrio de Santana, con fácil acceso a los aeropuertos, hoteles y a las principales vías expresas y autopistas. Posee el estacionamiento más grande de São Paulo, con 7500 lugares y capacidad para recibir hasta 13 000 vehículos por día.
El circuito callejero de San Pablo recibe anualmente al certamen norteamericano de monoplazas IndyCar Series desde el año 2010 y al GT Brasil desde 2011.